# Grot iglicy

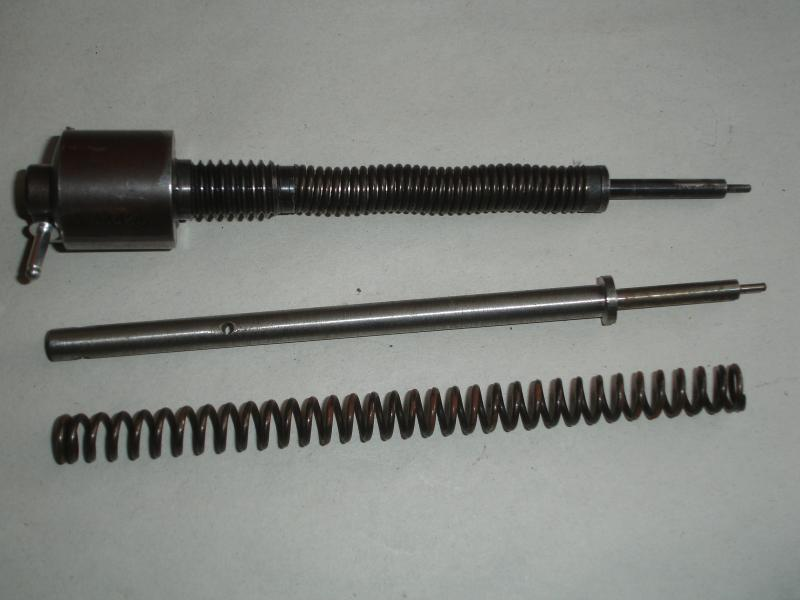
Iglica (pośrodku) z widocznym zakończeniem w postaci grotu

Grot iglicy – przednia część iglicy.
Jest to zwężona i zaokrąglona przednia część iglicy uderzająca w spłonkę i powodująca odpalenie naboju. Grot iglicy powinien wystawać z czółka zamka na określoną długość celem skutecznego zbicia spłonki. Dodatkowo powinien mieć odpowiednią średnicę. W broni strzeleckiej groty iglicy mają średnicę 2–3,5 mm i wystają na długość 1,3–2,5 mm.